# Belledonne
Belledonne is een gebergte in de Franse Alpen, oostelijk van de Chartreuse en ervan gescheiden door het dal van de Isère, dat Grésivaudan wordt genoemd. Het massief van de Belledonne heeft een lengte van ongeveer 60 km. De hoogste piek is de Grand Pic de Belledonne (2977 m). Het Balcon de Belledonne is een plateau met een lengte van 30 km aan de westelijke kant.

## Wintersport
Les 7 Laux is een wintersportgebied in het massief van de Belledonne, op het grondgebied van de gemeenten Theys, Les Adrets en Le Haut-Bréda.